# Festival international du film de Toronto 2025
Le festival international du film de Toronto 2025, 50e édition du festival (50th annual Toronto International Film Festival ou TIFF), se déroulera du 4 au 14 septembre 2025.
Cette édition marque le 50e anniversaire du festival, avec une sélection spéciale de 50 films emblématiques présentés à Toronto lors des précédentes éditions.

## Historique
Cette édition marque le prolongement du contrat de sponsoring avec la société Rogers Communications jusqu'en 2027. Cet accord inclut la diffusion sur Citytv.
Alors que le festival prévoit lancer un marché du film complet en 2026, le festival annonce en février les membres du comité consultatif inaugural. Y figure notamment Jérôme Paillard (ancien directeur du Marché du film de Cannes), des producteurs de films (Niv Fichman, Vincent Maraval et Noah Segal), Monique Simard (ancienne présidente de la SODEC), Roeg Sutherland (Creative Artists Agency) et Kerry Swanson (Bureau de l’écran autochtone). Des membres supplémentaires du comité consultatif sont annoncés en mai 2025, notamment Moses Babatope, Michael Barker, Arianna Bocco, Janet Brown, Diana Bustamante Escobar, Vicki Dobbs, Jeongin Hong et Laura Michalchyshyn.
Les organisateurs envisagent par ailleurs la possibilité de déplacer le festival une semaine plus tard que sa date habituelle de début septembre, en réponse aux commentaires de l'industrie selon lesquels le festival et ceux de Venise et Telluride seraient trop rapprochés, un défi logistique pour les cinéastes et les professionnels de l'industrie qui se rendent aux trois festivals. Cependant, le déplacement du festival de Toronto aurait eu des répercussions sur d'autres festivals de cinéma canadiens, comme le Cinéfest de Sudbury, le Atlantic International Film Festival (en) et le Calgary International Film Festival (en), qui se déroulent très peu de temps après Toronto. Il est donc finalement décidé de conserver le calendrier existant.
Le lieu du Marché du film pourrait être le palais des congrès du Toronto métropolitain.
Lors du festival de Cannes 2025, le festival de Toronto annonce par ailleurs son intention d'introduire un nouveau prix du public international, qui sera décerné au film le plus populaire hors d'Amérique du Nord, sur le même modèle que le People's Choice Awards.
Les premiers films de la catégorie Special Presentations sont annoncées le 26 juin 2025. D'autres titres sont ajoutés le 16 juilletpuis le 21,.

## Sélection

### Gala Presentations
- Adulthood (en) d'Alex Winter
- Amour apocalypse d'Anne Émond
- The Choral (en) de Nicholas Hytner
- Deux pianos (en) d'Arnaud Desplechin
- Driver's Ed de Bobby Farrelly
- Eleanor the Great de Scarlett Johansson
- Eternity de David Freyne
- Fuze de David Mackenzie
- Glenrothan (en) de Brian Cox
- Good Fortune d'Aziz Ansari
- Hamnet de Chloé Zhao
- Homebound (en) de Neeraj Ghaywan
- John Candy: I Like Me de Colin Hanks
- Lilith Fair: Building a Mystery (en) d'Ally Pankiw (en)
- Nuremberg de James Vanderbilt
- Palestine 36 d'Annemarie Jacir
- Sholay (शोले) de Ramesh Sippy (film initialement sorti en 1975)
- Swiped (en) de Rachel Lee Goldenberg
- Roofman de Derek Cianfrance
- She's Got No Name (酱园弄, Jiàngyuán nòng) de Peter Chan
- Vie privée de Rebecca Zlotowski

### Special Presentations
Les premiers film sont annoncés le 26 juin 2025, avec des ajouts le 16 juillet puis la liste se complète 21 juillet.

### Discovery
La sélection est révélée le 23 juillet 2025.
- 100 Sunset de Kunsang Kyirong
- Amoeba de Siyou Tan
- As We Breathe de Şeyhmus Altun
- Babystar de Joscha Bongard
- Bayaan de Bikas Ranjan Mishra
- Dinner with Friends de Sasha Leigh Henry
- Egghead Republic de Pella Kågerman et Hugo Lilja
- Forastera de Lucía Aleñar Iglesias
- Ghost School de Seemab Gul
- Julian de Cato Kusters
- Laundry de Zamo Mkhwanazi
- Little Lorraine d'Andy Hines
- Maddie's Secret de John Early
- The Man In My Basement de Nadia Latif
- Mārama de Taratoa Stappard
- Nika and Madison d'Eva Thomas
- November (Noviembre) de Tomás Corredor
- Oca de Karla Badillo
- Our Father (Oce nas) de Goran Stankovic
- Out Standing (Seule au front) de Mélanie Charbonneau
- Retreat de Ted Evans
- Sink de Zain Duraie
- The Son and the Sea de Stroma Cairns

### Platform
La sélection pour le prix Platform et le jury sont annoncés le 22 juillet 2025. Le jury est constitué des cinéastes Carlos Marqués-Marcet et Chloé Robichaud et de l'actrice Marianne Jean-Baptiste.
- At the Place of Ghosts (en) (Sk+te’kmujue’katik) de Bretten Hannam (en)
- Between Dreams and Hope de Farnoosh Samadi
- Bouchra d'Orian Barki et Meriem Bennani
- The Currents de Milagros Mumenthaler
- Hen de György Pálfi
- Nino (en) de Pauline Loquès
- Steve (en) de Tim Mielants
- To the Victory! de Valentyn Vassianovytch
- Winter of the Crow (en) de Kasia Adamik
- The World of Love (en) (세계의 주인) de Yoon Ga-eun (en)

### Midnight Madness
Les films de la section Midnight Madness sont annoncés le 24 juillet 2025.
- Dead Lover (en) de Grace Glowicki (en)
- Dust Bunny (en) de Bryan Fuller
- Fuck My Son! de Todd Rohal
- The Furious de Kenji Tanigaki (en)
- Junk World de Takahide Hori (ja)
- Karmadonna d'Aleksandar Radivojević
- The Napa Boys de Nick Corirossi
- Nirvanna the Band the Show the Movie (en) de Matt Johnson
- Normal de Ben Wheatley
- Obsession de Curry Barker

## The TIFF Story
Pour marquer le 50e anniversaire du festival, une programmation spéciale est mise en place : The TIFF Story in 50 Films (« L'histoire du TIFF en 50 films »). Ces 50 films seront projetés — entre juin et août 2025 — au TIFF Lightbox (en). Ce programme met en lumière 50 films, canadiens et internationaux, qui ont marqué l'histoire du festival, notamment en contribuant à définir sa vision ou son statut de plateforme et de référence mondiale.
- After Life (ワンダフルライフ) de Hirokazu Kore-eda
- Antonia et ses filles de Marleen Gorris
- Loin d'elle (Away from Her) de Sarah Polley
- Les Copains d'abord (The Big Chill) de Lawrence Kasdan
- Boogie Nights de Paul Thomas Anderson
- Le Garçon et le Héron (君たちはどう生きるか) de Hayao Miyazaki
- Braindead de Peter Jackson
- A Brighter Summer Day (牯嶺街少年殺人事件) d'Edward Yang
- Brothers (Brødre) de Susanne Bier
- La Grotte des rêves perdus (Cave of Forgotten Dreams) de Werner Herzog
- Faux-semblants (Dead Ringers) de David Cronenberg
- Drugstore Cowboy de Gus Van Sant
- Le Secret du bayou (Eve's Bayou) de Kasi Lemmons
- The Fabelmans de Steven Spielberg
- Harlan County, U.S.A. de Barbara Kopple
- Highway 61 (en) de Bruce McDonald
- I Am Not Your Negro de Raoul Peck
- In the Cut de Jane Campion
- Jallikattu (en) de Lijo Jose Pellissery (en)
- Jennifer's Body de Karyn Kusama
- Kanehsatake : 270 ans de résistance d'Alanis Obomsawin
- The Killer (喋血雙雄) de John Woo
- The Young Lady (Lady Macbeth) de William Oldroyd
- Leaving Las Vegas de Mike Figgis
- Let Each One Go Where He May (en) de Ben Russell
- Uniquement avec ton partenaire (Sólo con tu pareja) d'Alfonso Cuarón
- Maelström de Denis Villeneuve
- Maqbool de Vishal Bhardwaj
- Matador de Pedro Almodóvar
- Memories of Murder (살인의 추억) de Bong Joon-ho
- My Beautiful Laundrette de Stephen Frears
- Winnipeg mon amour (My Winnipeg) de Guy Maddin
- Aux frontières de l'aube (Near Dark) de Kathryn Bigelow
- Proches Parents (Next of Kin) d'Atom Egoyan
- Phoenix de Christian Petzold
- Princess Bride (The Princess Bride) de Rob Reiner
- The Raid de Gareth Evans
- Revenge de Coralie Fargeat
- Rhymes for Young Ghouls (en) de Jeff Barnaby (en)
- Roger et moi (Roger & Me) de Michael Moore
- Saint Maud de Rose Glass
- Dans ses yeux (El secreto de sus ojos) de Juan José Campanella
- Sexy Beast de Jonathan Glazer
- Les Évadés (The Shawshank Redemption) de Frank Darabont
- Slumdog Millionaire de Danny Boyle
- A Soldier's Story de Norman Jewison
- Thank You for Smoking de Jason Reitman
- Viva Riva ! de Djo Tunda wa Munga
- Water (Jal) de Deepa Mehta
- Paï : L'Élue d'un peuple nouveau (Whale Rider) de Niki Caro